# Ipomoea shumardiana
Ipomoea shumardiana är en vindeväxtart som först beskrevs av John Torrey, och fick sitt nu gällande namn av Lloyd Herbert Shinners. Ipomoea shumardiana ingår i släktet praktvindor, och familjen vindeväxter. Inga underarter finns listade i Catalogue of Life.